# زیارت کت گرگ
روستای قائم با نام قدیمی کت گرگ بالایی از روستاهای بخش محمد آباد شهر عنبرآباد است. 
شغل روستائیان کشاورزی و باغبانی است این روستا دارای جاذبه های زیارتی است. 
بهشت زهرا و گلزار شهدا شهر علی آباد عمران هم نیز در این روستا واقع شده است.

## جمعیت
این روستا در دهستان محمدآباد قرار دارد و براساس سرشماری مرکز آمار ایران در سال ۱۳۸۵، جمعیت آن ۴۱۴ نفر (۸۵خانوار) بوده‌است.